# 陈逸飞
陈逸飞（1946年4月12日—2005年4月10日），中国油画家、视觉艺术家、电影导演。他是中国改革开放后在西方世界最著名的华裔画家之一，并多次创下中国画家画作的拍卖纪录。他的代表作《夜宴》，曾創下中國人在海外拍賣油畫的最高價紀錄。在美术上对陈逸飞影响最大的是油画大师顏文樑和陈的启蒙老师孟光。 陈逸飞还拍摄了多部电影并创办了规模庞大的逸飞集团，商业运作十分成功。但也因此受到很多人的批评，针对的主要是他的画作内容以及之后的从商经历。

## 生平
陈逸飞是浙江省镇海县（今宁波市北仑区）人，出生于宁波，成长于上海。
1963年入上海美术专科学校油画专业，师从俞云阶，孟光等先生，并受到颜文樑美术精神的影响。1965年提前两年毕业，进入上海画院从事专业油画创作。他的多幅油画作品，包括《黄河颂》、《占领总统府》、《踱步》等，在文革结束后举办的多个大型画展上展出并获奖。文革期间他的多件作品也获得美术界的普遍好评，但因官方政策变化或者美术界的派系斗争而无法公开展出和参加评奖。如，抗日主题的《黄河颂》因中日邦交正常化，被官方“冷藏”；上海美协内浙江美院出身的官员对他的嫉妒，也导致了他的多幅作品与获奖无缘（据陈丹青《退步集》中的说法）。陈在多年的绘画生涯中，与系出同门的夏葆元、魏景山等建立了友谊，并热心帮助生活和学艺有困难的知青画友。
1980年陈逸飞赴美国纽约，四年后获亨特学院艺术硕士学位，以创作中国主题的油画作品为主。
在纽约期间陈逸飞的画作风格受到了哈默画廊的主人、美国西方石油公司董事长阿莫德·哈默博士的赏识，哈默画廊除了成为他的经纪人外，也为他举行了六次个人画展，陈逸飞也因此迅速成为西方世界中最著名的中国画家，其作品又在纽约国际画廊、新英格兰现代艺术中心、史密斯艺术博物馆等国际多家重要美术馆展览。
但真正让陈逸飞蜚声国内外的，则是1985年哈默博士的访华。在这次访问中，哈默博士购买了陈逸飞的油画《家乡的回忆——双桥》，并将其送给邓小平。这幅画直至今天依然是陈逸飞最著名的一幅画之一，甚至大大促进了周庄等江南水乡的旅游业。
在此之后的12年间，陈共出售了自己的油画作品500多幅，其中在艺术市场上拍卖的33幅作品总金额达到4000余万元人民币，其中于1997年在香港拍卖的画作《罂粟花》的成交价为387万港币，迄今为止依然是中国画家作品价格纪录 （2007年在保利公司秋季拍卖会上，刘小东的巨幅油画《三峡新移民》拍出2200万）。
在油画上取得成功后，陈逸飞又开始拍摄电影，他于1993年完成的第一部电影《海上旧梦》用颜色鲜艳的纯画面讲述一个旧上海的故事，引起巨大争议。之后陈逸飞又相继完成了另外两部同样以二三十年代上海为背景的电影《人约黄昏》以及《逃亡上海》，不过在表现形式上就更能为大众所接受，都有完整的故事情节与人物对白。《人约黄昏》讲述一段发生在上海的爱情故事，《逃亡上海》则是一部反映二战期间欧洲犹太人逃亡上海的纪录片。
1992年回国后陈逸飞创建逸飞工作室，以“大视觉、大美术”的理念踏足刚刚兴起的中国文化娱乐产业，除了继续画油画、拍电影外，也创办模特经纪公司、办杂志、搞服装与家用艺术品设计和平面设计等，虽然褒贬不一，却在商业上取得巨大成功，Layefe（女装）、Leyefe（男装）、逸飞之家（时尚家居专卖店）、逸飞模特、逸飞艺术仓库等多个品牌已经成为沪上时尚界的知名品牌。

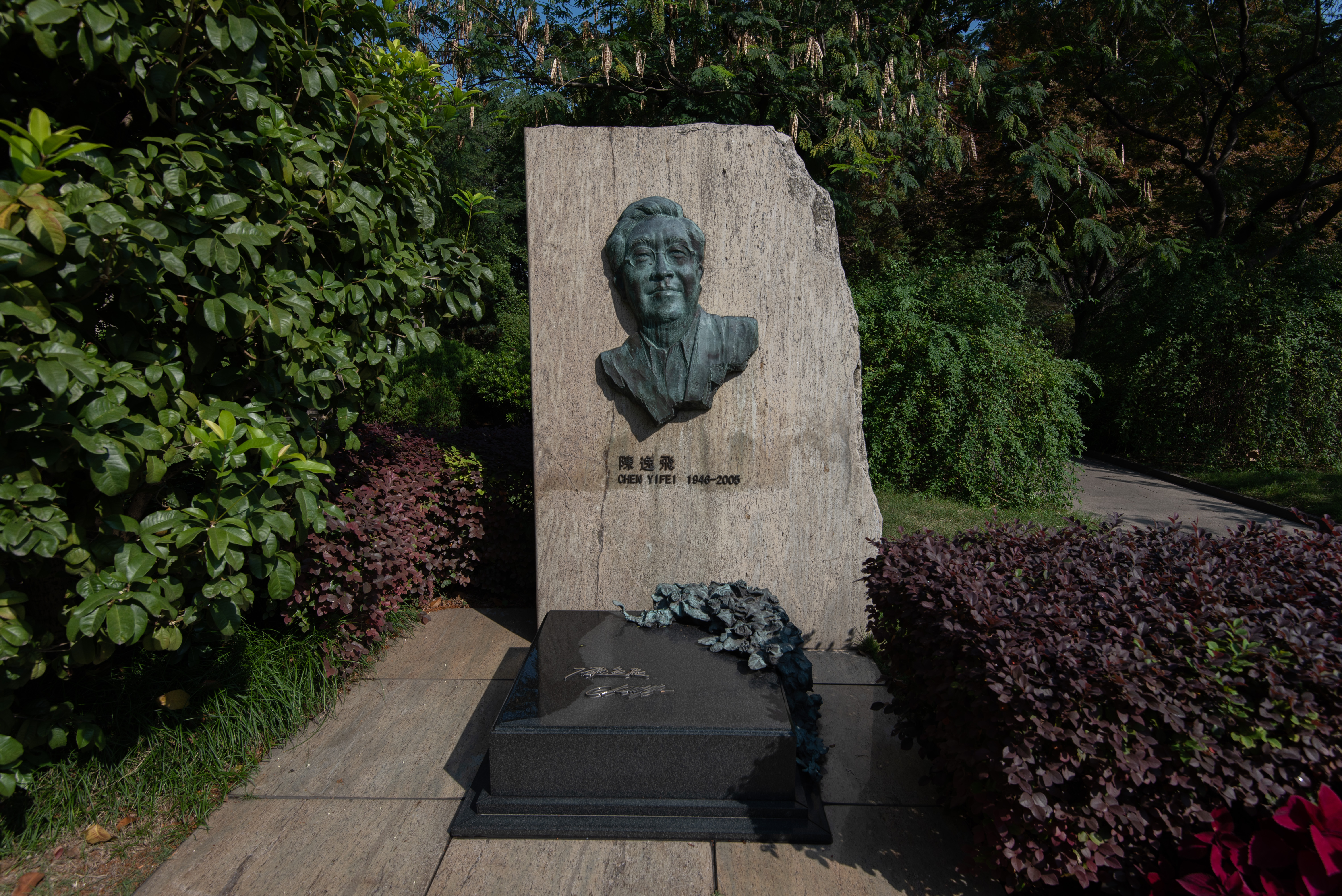
位于上海宋庆龄陵园内的陈逸飞墓

2005年4月6日，正在指导新电影《理发师》的拍摄的陈逸飞因过度劳累导致胃穿孔而紧急从浙江富阳返回上海治疗，但是在住院两天后就不顾医生劝告返回拍摄地继续工作，4月10日再度发病被二次送回上海，但最终因上消化道出血抢救无效病逝于上海华山医院。

## 艺术风格
陈自称作品追求古典主义的理想。《占领总统府》在构图、用光和大的色彩关系上，追摹大卫式的古典主义。但实际上，受到软硬件条件、时代与画家自身的各种局限，他的风格是沙龙和印象派的。

## 艺术经历
油画大师和美术教育家颜文梁的美术精神影响着陈逸飞整个几十年的艺术创造，他给了陈逸飞精神力量，也给了陈逸飞及时而有效的具体指导。陈逸飞说，他是听着颜文梁的美术讲座考取上海美术专科学校的，他是捧着颜文梁的美术讲义走进上海美术专科学校大门的。陈逸飞在《一位老人、学者和前辈》一文中有详细的回忆。

## 评价

### 正面评价
- 陈坤：“陈导是一个非常认真的导演，剧组中的每一个人都很敬佩他，他是一个令我们所有人都很尊重的长者。他在太多的领域都取得了很大的成就，现在还拿出那么多的精力和财力去拍摄这样一部艺术电影。陈导曾经不止一次的告诉我，他太喜欢这个故事，一定会把这个电影拍好。所以这个电影的拍摄过程可以说是让陈导呕心沥血，为了拍好这部戏，他经常是连续几天几夜不休息。这种对艺术执著追求与敬业精神，让我很感动。”[3]
- 余秋雨：“陈逸飞才是真正的导演。”[4]
- 演员曾黎：“陈导是一个很宽容、慈爱的人，他不像一般的导演导戏，可能是学艺术出身的缘故吧，他导戏更像是在画一幅丹青。”[4]
- 學生恆欽："他是仁愛，嚴謹的良師益友。一個無可厚非的視覺藝術家，成功的油畫家。
- 梁家辉：“陈导演是个很敬业、做事很认真的导演。另外，他真的是一个不可多得的艺术家，在艺术造诣上有很多成就。”[4]
- 《东方早报》：“他是艺术家，他是商人，更是社会活动家。我们很难在中国艺术界再找到一个可以和陈逸飞等量齐观的个案，他在公众中的知名度之高，影响力之大，算得上是中国当下最显赫的艺术家之一。他的每一个小小的举动，都会在媒体的聚光灯下被放大成为公共事件。”[5]
- 《中国新闻周刊》：“无论从哪个方面看，艺术家陈逸飞都称得上是上海文化的标志性人物。这个多变的艺术家，这个成功的文化商人，这个耀眼的文化明星，他的去世，也许会使上海主流文化界突然变得暗淡无光。”[6]
- 《国际先驱导报》：“陈逸飞，留在电影胶片上的油彩”。[7]
- 《新民周刊》：“没有陈逸飞，就不可能有泰康路艺术街。”[8]

### 负面评价
伴随着陈逸飞成功的则是多年来许多种的批评，一些美术评论家认为陈逸飞的成功是由于他的作品充分满足了西方世界对中国的一种幻想。而之后陈逸飞的从商也让许多人认为他从事的工作过多、过杂，不利于其艺术上的创作。

## 家族
- 父亲：陈庚赉，化学工程师
- 母亲：范雅芳
- 原配：张芷亦，画家
  - 长子：陈凛，美籍华人风险投资家
- 妻：宋美英，模特
  - 幼子：陈天
- 弟：陈逸鸣，美籍华人油画家
- 妹：陈敏静